# Rodolfo Irazusta
Pour les articles homonymes, voir Irazusta.
Œuvres principales
- Argentina y el imperialismo británico: Los eslabones de una cadena 1806-1833 (1934)

Rodolfo Irazusta (Gualeguaychú, 1897 – 1967) était un journaliste, essayiste et homme politique argentin, l’un des chefs de file du mouvement nationaliste de droite dans l’Argentine des décennies 1920 et 1930.
Il fit ses débuts dans le journalisme en collaborant, aux côtés de son frère cadet Julio, à La Nueva República, journal de droite fondé en 1927 par des disciples de Leopoldo Lugones et inspiré de l’Action française maurrassienne. Auteur prolifique, admirateur de Mussolini et de Primo de Rivera, il développa, et approfondit plus avant au fil des années et des articles, une idéologie nationaliste et corporatiste, et aspirait à organiser la « contre-révolution » et à rétablir l’« Ordre » et la « hiérarchie », où le catholicisme aurait un rôle central à jouer. Il fut un âpre adversaire du système démocratique et entendait protéger l’Argentine de l’influence excessive des intérêts étrangers. Peu avant la chute d’Yrigoyen, il alla jusqu’à mettre sur pied une milice de jeunesse anti-gouvernementale fasciste. Après l’accession au pouvoir d’Uriburu en 1930, il tenta, avec ses coreligionnaires, d’élaborer et de mettre en application son projet de régime corporatiste, mais, faute de soutien dans les milieux militaires et civils, ne pourra aboutir.

## Débuts dans le journalisme et formation idéologique
Rodolfo Irazusta, frère aîné de Julio Irazusta, naquit dans la zone de Rincón del Cura près de la ville de Gualeguaychú, dans la province argentine d’Entre Ríos, où ses parents, connus pour leur proximité à l’UCR, possédaient un domaine agricole de près de 4000 hectares. Irazusta se fit d’abord un nom en collaborant au journal La Nueva República (LNR), qui avait été fondé en 1927 par les adeptes des idées de Leopoldo Lugones et que publiaient les compagnons de pensée de Juan Carulla et les deux frères Irazusta. Le journal, qui comportait quatre pages d’analyses de la situation politique du moment en plus d’articles exposant quelques solides principes de doctrine, fut d’abord bimensuel, puis hebdomadaire, et parvint même à avoir pendant quelque temps une édition quotidienne. L’objectif de LNR, dont Rodolfo Irazusta devint bientôt le rédacteur en chef, était d’éloigner les classes dirigeantes du libéralisme qui prévalait alors, pour les amener vers les idées contre-révolutionnaires et maurrassiennes. LNR fit sienne l’idéologie corporatiste et s’écartait du traditionalisme qui avait été jusque-là le trait caractéristique de la critique de droite contre le système en Argentine, pour adopter un nouveau type de nationalisme plus radical. Dès son premier numéro, le journal s’employa à fixer sa position face à la situation politique de l’Argentine et dénonça la profonde crise d’ordre spirituel que traversait selon les rédacteurs la société argentine et dont l’origine serait à chercher dans les idéologies surgies au lendemain de la Révolution française et diffusées en Argentine au cours des décennies antérieures, en particulier dans les classes dirigeantes et dans l’université, conduisant à une méconnaissance des « hiérarchies ». Le journal attaqua spécialement la manière dont était dispensé l’enseignement sous l’effet de la loi 1420 et de la Réforme universitaire, et fustigeait les partis progressistes et la propagande de la presse populiste, responsables de la diffusion de la démocratie, ainsi que l’« ouvriérisme bolchévisant », produit de l’influence de la révolution russe. Le journal aspirait à organiser la « contre-révolution » et à rétablir l’« Ordre », sur le modèle de l’Espagne du général Primo de Rivera et de l’Italie fasciste de Benito Mussolini. Rodolfo Irazusta en particulier se signala par son âpre critique du système démocratique, affirmant qu’en tant que concept, la démocratie ne figurait pas dans la constitution et qu’elle ne pouvait que conduire au désordre. Il arguait d’autre part que la démocratie favorisait la croissance d’une administration parasitaire et permettait à des intérêts étrangers d’acquérir une influence excessive sur l’Argentine. Enfin, il dénonçait la démocratie comme étant anti-catholique et par conséquent incompatible avec le rôle central qu’il estimait devoir être joué par l’Église catholique en Argentine.

## Dictature d’Uruburu et tentative de mise en œuvre du corporatisme
En 1927, Rodolfo Irazusta et Carulla approchèrent le général José Félix Uriburu et le sollicitèrent de mener un coup d’État contre la présidence d’Hipólito Yrigoyen, mais celui-ci déclina la proposition. En dépit de cette déconvenue, Irazusta s’allia à Roberto de Laferrère pour mettre sur pied la Liga Republicana (Ligue républicaine), milice de jeunesse anti-gouvernementale et fasciste. En 1930, après sa mise à la retraite de l’armée, Uriburu finit quand même par exécuter un putsch, et les frères Irazusta jouirent d’un grand ascendant sous le gouvernement qui s’ensuivit. Aux côtés des adeptes de Carulla, Ernesto Palacio et Bruno Jacovella, ils s’inscrivaient en effet dans un mouvement intellectuel qui prônait un système politique corporatiste et maurrassien, et se hissèrent ainsi au rang d’idéologues attitrés du régime d’Uriburu. Le projet d’Uriburu cependant échoua devant le manque de soutien à sa politique dans l’armée et dans la société civile, et à la suite de son échec électoral aux élections provinciales de Buenos Aires en avril 1931, qui virent la victoire des radicaux.
Les prolifiques frères Irazusta continuèrent d’écrire abondamment, contribuant dans La Nueva República de même que dans Voz del Pueblo (littér. Voix du peuple), journal aux affinités nazies. À partir de 1931, ils collaborèrent étroitement avec le journal Acción Republicana, y exposant des points de vue nativistes et s’en prenant à la présence d’intérêts étrangers en Argentine et au libéralisme auquel cette présence aurait selon eux abouti. Favorables à l’étatisme et à ce que le gouvernement eût un rôle important à jouer dans la vie économique, politique et culturelle, les frères préconisaient certaines nationalisations, insistaient sur la modernisation de l’économie argentine, et plaidaient pour que l’accent fût porté sur le militarisme dans l’enseignement scolaire. En 1940, ils fondèrent un nouveau journal, Nuevo Orden, pour propager leurs idées politiques.
Leur ouvrage le plus retentissant, Argentina y el imperialismo británico: Los eslabones de una cadena 1806-1833 (littér. l’Argentine et l’impérialisme britannique : les chaînons d’une chaîne), paru en 1934, accusait le Royaume-Uni de n’avoir soutenu l’Argentine lors des efforts de celle-ci pour gagner son indépendance vis-à-vis de l’Espagne que dans le seul but de conquérir ultérieurement de nouveaux marchés et de s’assurer que le nouvel État indépendant aurait à se reposer sur les crédits britanniques pour se financer. Bien que le livre servît d’armature à leur vision nationaliste et corporatiste, il allait devenir par la suite une référence pour la gauche autant que pour la droite argentines, et joua également un rôle central dans l’apparition des revendications argentines sur les îles Malouines par ceci qu’il y était suggéré que s’emparer de cet archipel fut l’un des moyens utilisés par le Royaume-Uni pour exploiter l’Argentine.

## Péronisme,révolution libératriceet dernières années
Après l’avènement de Juan Perón comme président de la Nation, les frères Irazusta s’engagèrent dans le Partido Libertador. Ce mouvement, s’il était au début prudemment favorable à Perón, se mua en un parti d’opposition, reprochant au péronisme notamment d’embrasser le socialisme au détriment du nationalisme. Dans son ouvrage Perón y la crisis argentina, publié en 1956, véritable diatribe contre Perón, son frère Julio accusa celui-ci de rompre avec les traditions politiques argentines en menant une politique pro-britannique. En 1955, il créa avec Julio un autre parti politique encore, l’Unión Republicana, lequel cependant ne connaîtra qu’un faible essor, Julio se retirant en effet de la politique peu après sa création. Le parti fut dissous en 1957 et Rodolfo Irazusta disparaîtra ensuite largement de la vie publique.